# Seznam filmů a seriálů natáčených na zámku Hrádek u Nechanic
Toto je seznam filmů, seriálů a televizních pořadů natočených v areálu zámku Hrádek u Nechanic.

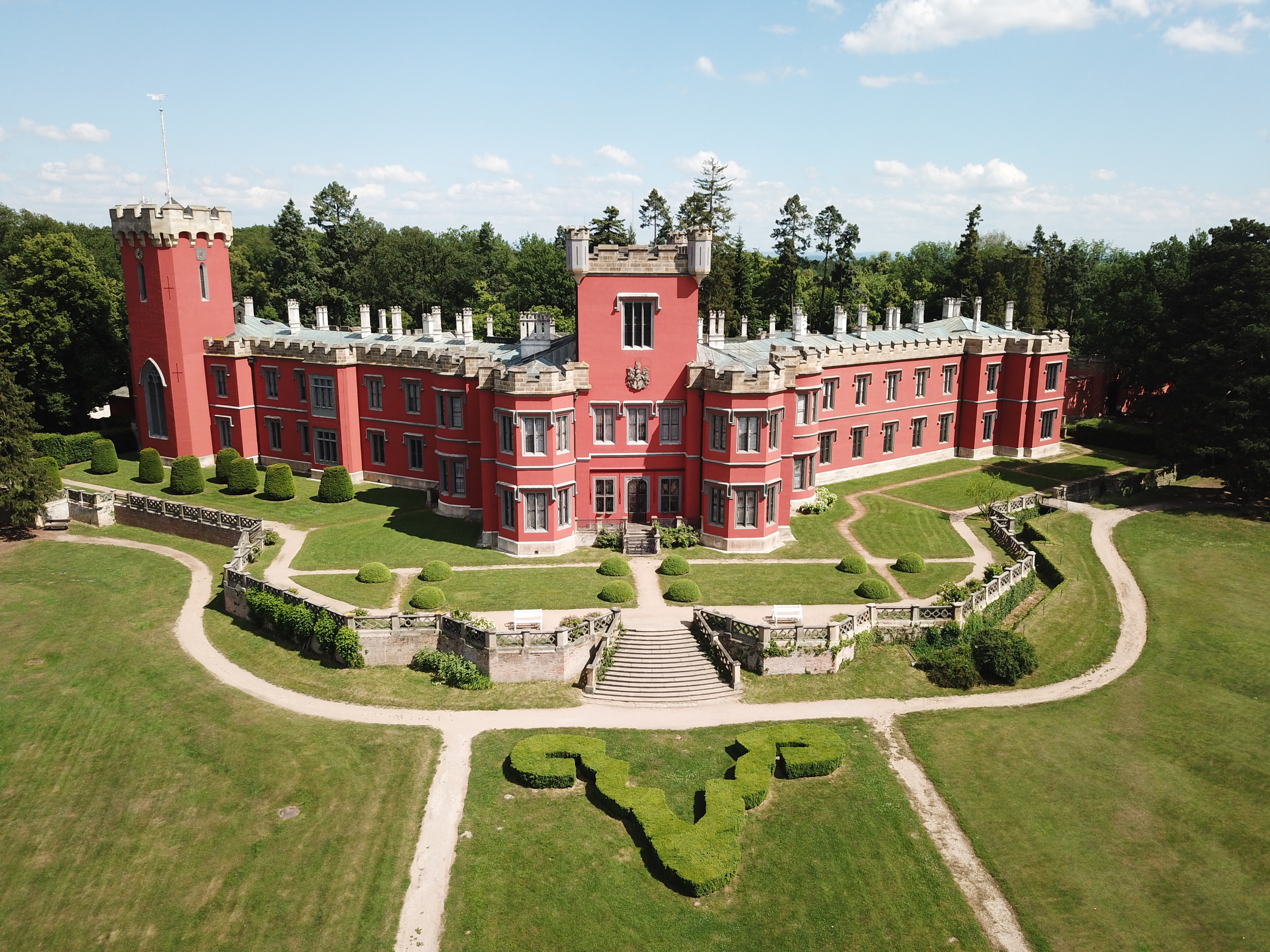
Hrádek u Nechanic

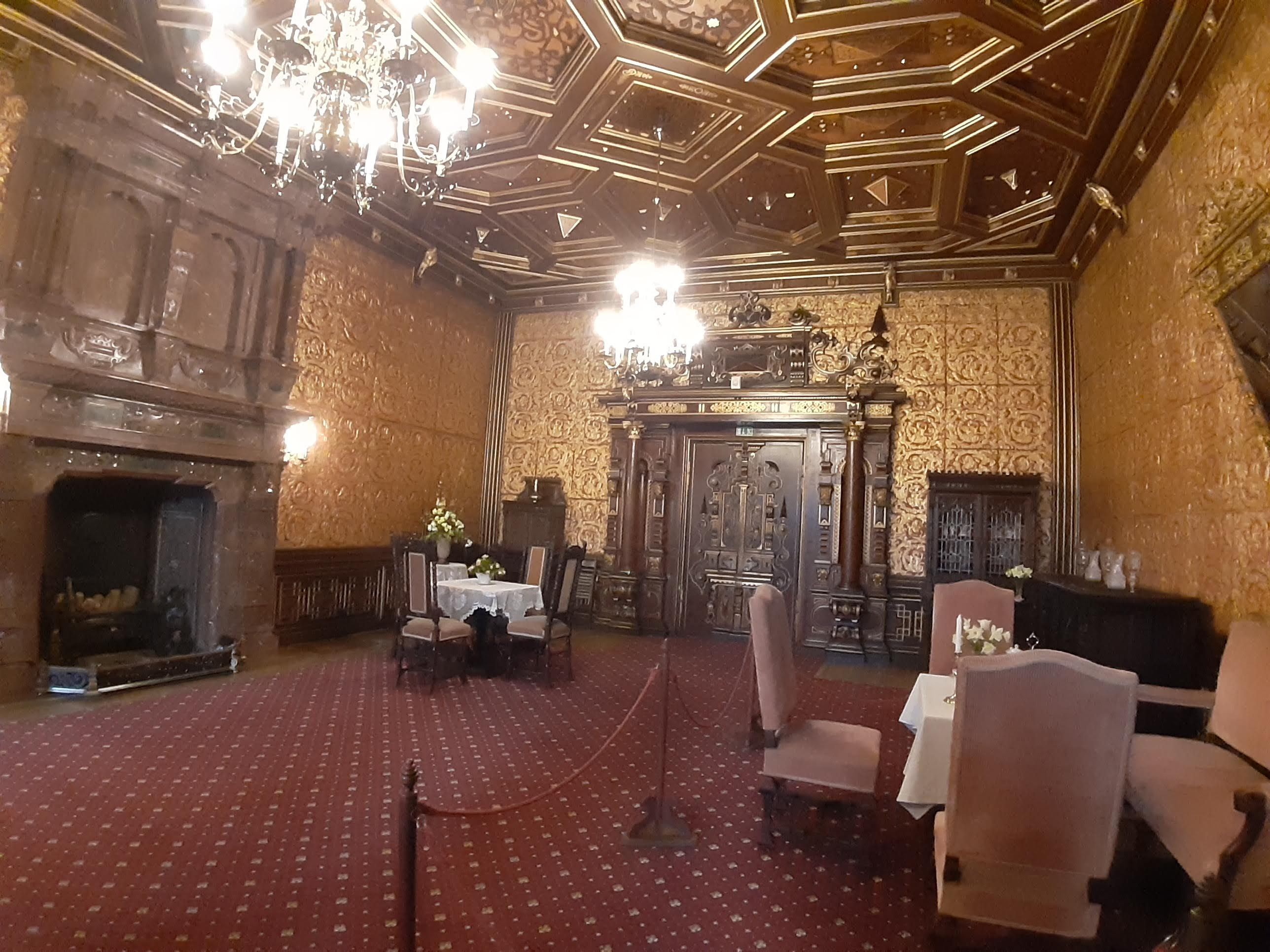
Interiér Hrádku u Nechanic - film Z pekla

## Zámek Hrádek u Nechanic
Zámek Hrádek u Nechanic se nachází 15 kilometrů západně od krajského města Královéhradeckého kraje Hradec Králové. Je nejenom hojně navštěvován českými turisty, ale také zahraničními návštěvníky, kteří si k historickému výkladu rádi dozví filmovou scénu. Zámek je známý nejenom svou interiérní neogotickou výzdobou, ale i exteriérem a zámeckým parkem, ve kterém se též natáčelo spousty filmů a pohádek.

## Česká filmografie
| Název díla                 | Země původu                      | Žánr                              | Režie            | Hrají                                                                       | Rok  |
| -------------------------- | -------------------------------- | --------------------------------- | ---------------- | --------------------------------------------------------------------------- | ---- |
| Anička s lískovými oříšky  | ČR                               | Pohádka                           | Aleš V. Horal    | Kristina Jelínková, Linda Rybová, Jan Čenský, Jan Přeučil                   | 1993 |
| Andělská tvář              | ČR                               | Drama/Romantický                  | Zdeněk Troška    | Michaela Kuklová, Filip Blažek, Jiří Pomeje, Naďa Konvalinková, Marek Vašut | 2001 |
| Atentát                    | ČSSR                             | Drama/Válečný/Historický/Thriller | Jiří Sequens st. | Radoslav Brzobohatý, Rudolf Jelínek, Ladislav Mrkvička, Luděk Munzar        | 1964 |
| Elixír a Halíbela          | ČR                               | Komedie/Rodinný                   | Dušan Klein      | Libuše Šafránková, Josef Abrhám, Jiří Strach, Naďa Konvalinková             | 2001 |
| Fišpánská jablíčka         | ČR                               | Pohádka                           | Dušan Klein      | Vojtěch Kotek, Filip Tomsa, Libuše Šafránková, Josef Abrhám                 | 2008 |
| Hotel pro cizince          | ČSSR                             | Komedie/Drama/Podobenství         | Antonín Máša     | Petr Čepek, Táňa Fischerová, Josef Somr, Jiří Hrzán                         | 1966 |
| Kulhavý ďábel              | ČSSR                             | Komedie/Hudební                   | Juraj Herz       | Juraj Herz, Václav Neckář, Jana Šulcová                                     | 1968 |
| Mandragora                 | ČR                               | Thriller/Drama/Psychologický      | Wiktor Grodecki  | Miroslav Čáslavka, David Švec, Pavel Skřípal                                | 1997 |
| Milenec Lady Chatterleyové | ČR                               | Drama                             | Viktor Polesný   | Zdena Studénková, Boris Rösner, Hana Maciuchová, Marek Vašut                | 1997 |
| Panství                    | ČR                               | Komedie/Krimi                     | Ken Berris       | Martin Dejdar (produkce), Greta Scacchi, Jiří Lábus, Josef Šebek            | 1999 |
| Post Bellum                | ČR                               | Drama/Historický                  | Jaroslav Brabec  | Hana Maciuchová, František Němec, Braňo Holiček                             | 2009 |
| Princ a Večernice          | ČSSR                             | Pohádka                           | Václav Vorlíček  | Vladimír Menšík, Juraj Ďurdiak, Libuše Šafránková, Radoslav Brzobohatý      | 1978 |
| Psíčci Lorda Carletona     | ČSSR                             | Komedie                           | Jiří Krejčík     | Juraj Herz, Miloš Kopecký, Marie Drahokoupilová, František Filipovský       | 1970 |
| Putování Jana Ámose        | ČSSR                             | Životopisný/Drama/Historický      | Otakar Vávra     | Ladislav Chudík, Jana Březinová, Marta Vančurová                            | 1983 |
| Touha Sherlocka Holmese    | ČSSR                             | Komedie/Krimi                     | Štěpán Skalský   | Radovan Lukavský, Václav Voska, Vlasta Fialová, Marie Rosůlková             | 1971 |
| Tmavomodrý svět            | ČR/Velká Británie/Německo/Dánsko | Válečný/Drama/Akční/Romantický    | Jan Svěrák       | Ondřej Vetchý, Kryštof Hádek, Oldřich Kaiser, Tara Fitzgerald, Linda Rybová | 2001 |

## České seriály
| Název díla                                     | Země původu                  | Žánr                               | Režie            | Hrají                                                                | Rok  |
| ---------------------------------------------- | ---------------------------- | ---------------------------------- | ---------------- | -------------------------------------------------------------------- | ---- |
| Dobrodružství kriminalistiky III.              | ČSSR/Západní Německo/Francie | Krimi/Drama/Dobrodružný/Historický | Antonín Moskalyk | Hellmut Lange, Ladislav Mrkvička, Matěj Hádek, Radoslav Brzobohatý   | 1991 |
| Gottwald                                       | ČSSR                         | Drama/Životopisný/Historický       | Evžen Sokolovský | Jiří Štěpnička, Jan Teplý st., Ladislav Lakomý, František Řehák      | 1986 |
| Help for you (Epizoda 07 z cyklu Černí andělé) | ČR                           | Horor/Mysteriózní/Thriller         | Petr Slavík      | Saša Rašilov nejml., Petr Kostka, Rudolf Hrušínský ml., Pavel Rímský | 2001 |
| Jana Eyrová                                    | ČSSR                         | Drama/Romantický                   | Věra Jordánová   | Marta Vančurová, Jan Kačer, Radoslav Brzobohatý, Hana Kreihanslová   | 1972 |
| Náhrdelník                                     | ČSSR                         | Drama/Romantický                   | František Filip  | Libuše Šafránková, Josef Abrhám, Viktor Preiss, Jana Preissová       | 1992 |

## České dokumenty
| Název díla                 | Země původu | Žánr                | Režie               | Hrají                                                               | Rok       |
| -------------------------- | ----------- | ------------------- | ------------------- | ------------------------------------------------------------------- | --------- |
| Deset století architektury | ČR          | Dokumentární        | Blažena Hončarivová | David Vejžarka, Jan Kačer                                           | 1997      |
| O poklad Anežky České      | ČR          | Soutěžní/Historický | Antonín Vomáčka     | Marek Eben (moderátor), Petr Nárožný, Jitka Smutná, Miroslav Fantyš | 1993–2003 |

## Zahraniční televizní pořady
| Název díla                                               | Země původu     | Žánr                             | Režie                        | Hrají                                                                                  | Rok  |
| -------------------------------------------------------- | --------------- | -------------------------------- | ---------------------------- | -------------------------------------------------------------------------------------- | ---- |
| Jenny Marx                                               | Francie         | Drama/Romantický                 | Michel Wyn                   | Carlo Brandt, Marek Vašut, Karel Roden, Lucie Vondráčková                              | 1993 |
| Láska krvácí (Love Lies Bleeding)                        | USA             | Drama                            | William Tannen               | Paul Rhys, Faye Dunaway, Malcolm McDowell                                              | 1999 |
| Lásky barona Leisenbogha (Fate of Baron Leisenbohg)      | Německo/Francie | Drama                            | Edouard Molinaro             | Michel Piccoli, Anouk Aimée, Jan Pohan, Jana Švandová, Anouk Aimee, Friedrich von Thun | 1991 |
| Vlci z Willoughby Chase (The Wolves of Willoughby Chase) | VB              | Dobrodružný                      | Stuart Orme                  | Mel Smith, Geraldine James, Richard O'Brien, Jane Horrocks, Jiří Lábus                 | 1989 |
| Z pekla (From Hell)                                      | USA             | Thriller/Krimi/Mysteriózní/Horor | Albert Hughes a Allen Hughes | Johnny Depp, Heather Graham, Ian Holm                                                  | 2001 |

## Zahraniční seriály
| Název díla                                                                              | Země původu | Žánr                         | Režie                        | Hrají                                               | Rok       |
| --------------------------------------------------------------------------------------- | ----------- | ---------------------------- | ---------------------------- | --------------------------------------------------- | --------- |
| Génius – Einstein (Einstein)                                                            | USA         | Životopisný/Drama            | Kenneth Biller, Minkie Spiro | Geoffrey Rush, Emily Watson, Antonio Banderas       | 2017      |
| Kroniky mladého Indiana Jonese/Mladý Indiana Jones (The Young Indiana Jones Chronicles) | USA         | Akční/Dobrodružný/Historický | Nicolas Roeg                 | Harrison Ford, Tomáš Hanák, Jiří Patočka            | 1992–1993 |
| Neviditelné hledí (Das unsichtbare Visier)                                              | NDR         | Krimi/Drama/Thriller/Akční   | Peter Hagen                  | Armin Mueller-Stahl, Siegfried Loyda, Marie Málková | 1973      |